# Амадок II
Амадок II або Медок ІІ (дав.-гр. Μέδοκου Β΄; д/н — між 351 до н. е. та 347 до н. е.) — співволодар Одриського царства в 360—351/347 роках до н. е.

## Життєпис
Стосовно його батька існує дискусія: частина дослідників вважає його сином або онуком царя Амадока I, інші — розглядають як сина царя Котіса I. Після загибелі Котіса I у 360 році до н. е. Амадок уклав союз з Берісадом та Афінами проти Керсеблепта, сина Котіса I, який намагався зберегти єдність Одриської держави. Втім у 359 році до н. е. той змушений був погодитися на поділ з Берісадом і Амадоком II. При цьому останній отримав центральну частину царства (на захід від річки Гебр). Став карбувати власні монети в Маронеї.
У 357 році до н. е. Керсеблепт порушив договір, почавши знову збирати данину з Херсонеса Фракійського. У відповідь на це афіняни відправили свого воєначальника Хареса з флотом до Херсонесу і змусили Керсоблепта погодитися на укладення нового договору, за якими між усіма фракійськими царями та Афінами укладався військовий договір, а Херсонес Фракійський остаточно переходив під владу Афінського полісу. Цьому успіху афінян також сприяв Амадок II, що діяв на їх користь спільно з Берісадом, і не пропустив македонян на чолі із царем Філіппом II через свої володіння до земель Керсеблепта.
По смерті Берісада в 352 році до н. е. е. Керсеблепт за підтримки афінян намагався захопити його землі, проти чого виступив Амадок II. 352—351 роках до н. е. Філіпп II здійснив успішний похід проти фракійці, які вимушені поступилися спірними територіями на користь Македонії. Це були переважно землі Амадока II, який визнав зверхність Македонії. Помер він до 347 року до н. е. Йому спадкував син Терес II.